# شجرة الحياة (البحرين)

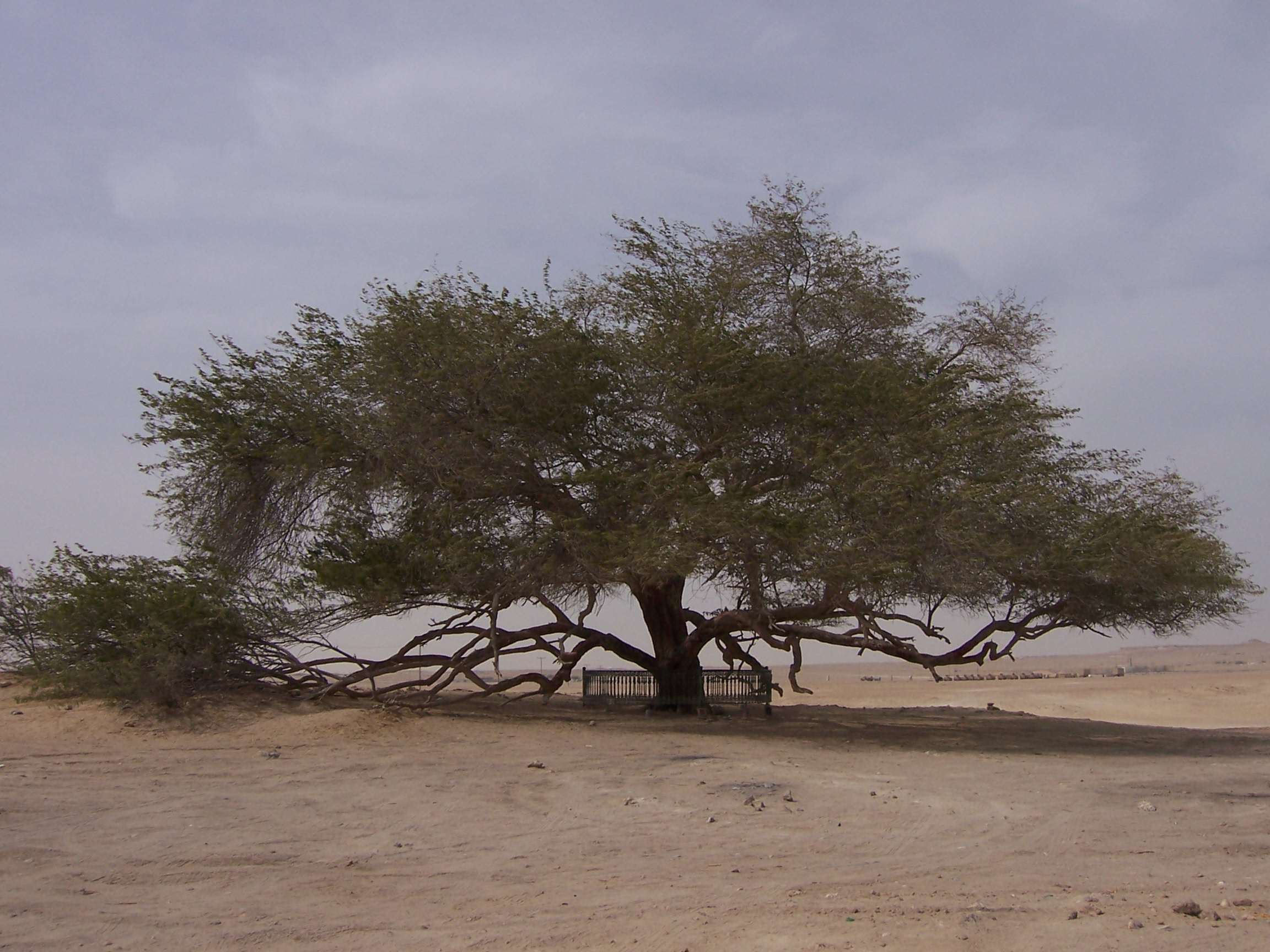
شجرة الحياة

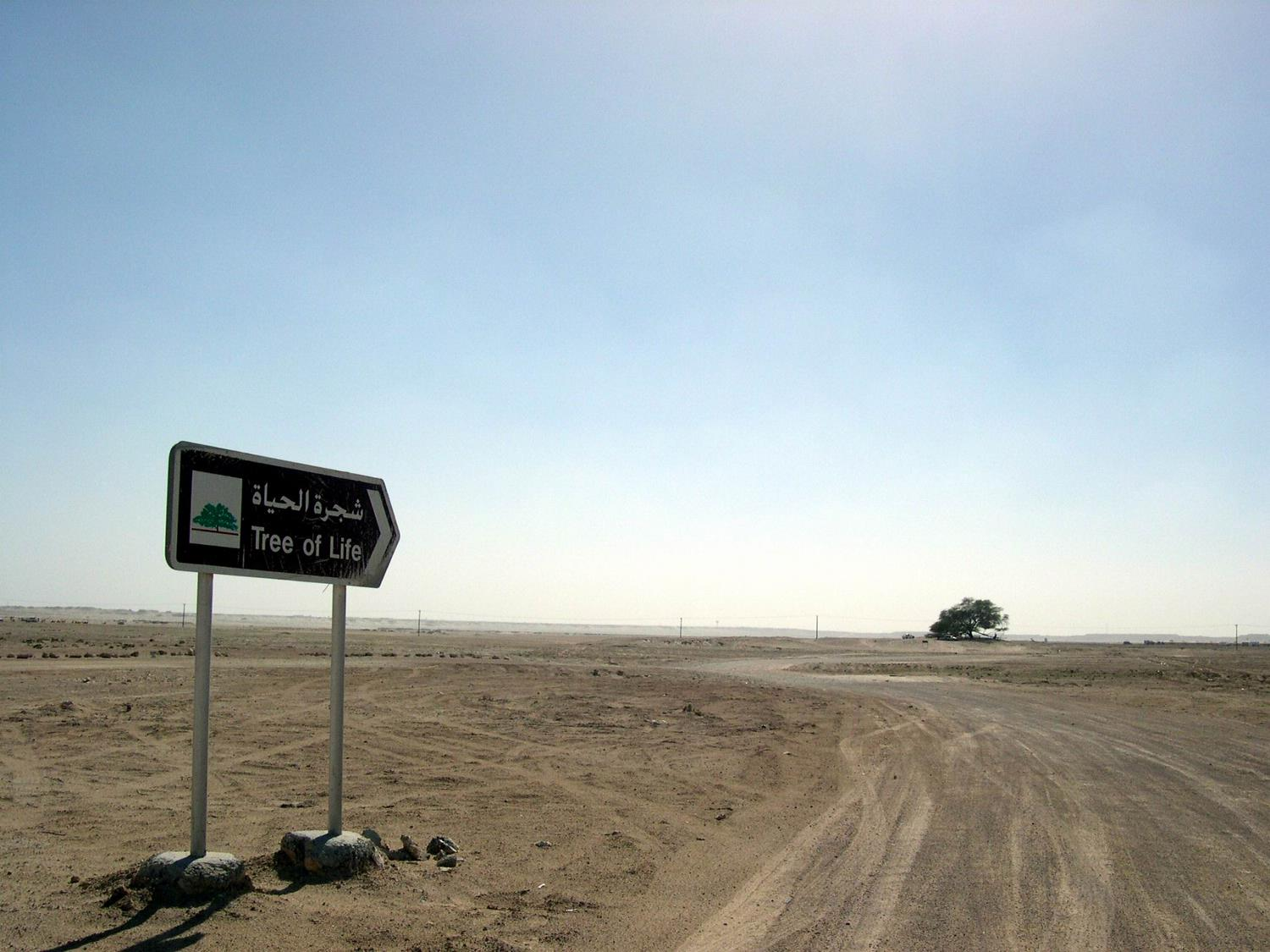
الطريق الترابي المؤدي إليها.

شجرة الحياة هي شجرة من جنس الغاف الرمادي (الاسم العلمي: Prosopis cineraria)‏ تقع في صحراء البحرين عمرها حوالي 400 سنة، تحولت إلى مزار سياحي. طولها 9.75 م وتقع على بعد 2 كم من جبل دخان. تشكلت حول بقايا قلعة عمرها 500 سنة.
تقع «شجرة الحياة» في صحراء الصخير جنوب البحرين، مبتعدة خمسة وثلاثين كيلومترا عن العاصمة المنامة. في حين تقع أقرب قرية اليها، وهي قرية تسمى عسكر، ما يقارب العشرة كيلومترات.
وخلف بقاء «شجرة الحياة» فضول واهتمام الزوار بها وأهلها لتكون معلماً سياحياً حقيقياً، كونها عاشت مئات السنين في صحراء قاحلة. ومع أنها شجرة من أنواع الأشجار التي تعمّر طويلا، وبالرغم من أن الدراسات التي أجراها المختصون والجيولوجيون، تؤكد أن بقائها هذا العمر الطويل بدون ماء أمر غريب جدا، فإن أحد التفسيرات العلمية، يشير إلى أنها تمكنت من التغلب على مصاعب الوحدة والعطش بحزام رملي يلتف حولها لتتمكن عروقها الممتدة تحت الرمال لكيلومترات عديدة من التسلل إلى الأراضي البعيدة وتحديداً أراضي القرى الصغيرة لجلب الماء من هناك. لكن هذا التفسير لم يذكر لماذا بقيت هذه الشجرة على قيد الحياة بينما فنيت كل الأشجار التي كانت بقربها. قدم الدكتور غازي الكركي أبحاثًا حولها.[بحاجة لمصدر]
وعبر السنوات السابقة كان البحرينيون يصرون على زيارتها بين الحين والآخر، قبل أن تصبح «شجرة الحياة» مزارا سياحيا للكثير من زوار البحرين. حيث تروج وزارة الإعلام، الجهة الرسمية المسؤولة عن قطاع السياحة في البحرين، لهذا الموقع السياحي للسياح القادمين من أرجاء العالم. وتقدر الأرقام الرسمية عدد السياح الذين يتوافدون لرؤية الشجرة بحوالي 50 ألف زائر في العام، فيما يشير المسؤولون الرسميون إلى أن ما وهبته الطبيعة من تميز لـ«شجرة الحياة»، أصبح عاملاً يدفع لرفع أعداد الزوار لشجرة الحياة البحرينية.

## اقرأ أيضا
- شجرة الحياة (الكتاب المقدس)
- شجرة الحياة (الأردن)
- شجرة الحياة (أحياء)